# 三帝同盟
三帝同盟（德語：Dreikaiserabkommen），又译三皇同盟，是一個政治協議，德意志帝國宰相俾斯麥感到法國想報普法戰爭（1870年－1871年）之仇、取回阿爾薩斯-洛林（割讓給德國的領土），欲恢復由俄羅斯皇帝亞歷山大一世發起的神聖同盟。同盟目的是防止俄羅斯帝國與法國聯手，發動戰爭東西夾擊德國，於是撮合俄羅斯皇帝亞歷山大二世、德意志皇帝威廉一世及奧匈帝國皇帝弗兰茨·约瑟夫一世，三位擁有「皇帝」頭銜的君主於1873年簽署以孤立法国為目標的三帝同盟。不過三帝同盟後來受保加利亚危机影響而瓦解。1887年，《三皇同盟条约》期满时後没再续订。